# Юйду
Юйду́ (кит. упр. 于都, пиньинь Yúdū) — уезд городского округа Ганьчжоу провинции Цзянси (КНР).

## История
Уезд Юйду (雩都县) был образован ещё во времена империи Хань в 201 году до н.э. Когда во времена империи Цзинь в 282 году был образован Наньканский округ (南康郡), то его власти первоначально размещались именно в Юйду, и лишь в 349 году переехали в уезд Ганьсянь.
После образования КНР в 1949 году был создан Специальный район Жуйцзинь (瑞金专区), и уезд вошёл в его состав. В ноябре 1949 года был создан Ганьсинаньский административный район (赣西南行署区); Специальный район Жуйцзинь был при этом переименован в Специальный район Нинду (宁都专区) и подчинён Ганьсинаньскому административному району. 17 июня 1951 года Ганьсинаньский административный район был упразднён. 29 августа 1952 года Специальный район Нинду был присоединён к Специальному району Ганьчжоу (赣州专区).
В мае 1954 года Специальный район Ганьчжоу был переименован в Ганьнаньский административный район (赣南行政区). 
В 1957 году из-за того, что иероглиф 雩 является малоупотребимым, написание названия уезда было изменено с 雩都县 на 于都县.
В мае 1964 года Ганьнаньский административный район был снова переименован в Специальный район Ганьчжоу. В 1970 году Специальный район Ганьчжоу был переименован в Округ Ганьчжоу (赣州地区).
Постановлением Госсовета КНР от 24 декабря 1998 года Округ Ганьчжоу был преобразован в городской округ; это постановление вступило в силу с 1 июля 1999 года.

## Административное деление
Уезд делится на 9 посёлков и 14 волостей.